# Frotho I.
Frotho I. ist einer der legendären, mythischen, dänischen Könige in der Gesta Danorum des dänischen Geistlichen Saxo Grammaticus. 
Frotho I. folgte seinem Vater Hadingus (Sohn von Skjöld) auf den Thron und füllte die durch den Krieg leere Staatskasse auf, indem er einen Drachen erschlug und dessen Schatz an sich nahm.
Er benutzte den Schatz dazu, Feldzüge an der Ostsee zu finanzieren, wo er viele Siege durch kluge Kriegslisten (in einer dieser verkleidete er sich als eine seiner eigenen Schildmaiden) errang. Nach einigem Ärger in der Heimat unternahm er erfolgreiche Feldzüge in Britannien und nahm London ein. Frotho I. starb im Krieg gegen den schwedischen König. 
Auf Frotho I. folgten Haldanus und seine beiden Söhne Roe und Helgo.